# Битка код Слија
Битка код Слија је прва од две поморске битке у којима је енглеским снагама лично заповедао Едвард III. Друга је била битка код Винчелзија. Сукоб се догодио 24. јуна 1340. испред града по имену Сли (на француском: Еклиз), у заливу између Западне Фландрије и Зеланда. Средином четрнаестог века ово је био отворен поморски пут, плован за велике флоте.

## Увод у битку
Француска флота, како Едвард III пише у писму свом сину, Едварду Црном Принцу, се састојала од око сто деведесет бродова и била је припремљена за инвазију на Енглеску. Флота је била под заповедништвом Хуга Киереа, адмирала француског краља, и Николе Беишеа, адвоката који је био уједно и један од краљевих ризничара. Један део флоте су чиниле ђеновљанске плаћеничке галије којима је заповедао Едиђио Барбавера (негде и Боканегра). Иако многи енглески историчари тврде да је Едвард III био бројчано надјачан, поуздано се зна да је кренуо из Орвела са две стотине бродова, којима се касније придружило још педесет лађа из Фландрије, под командом његовог адмирала за Северно море - Роберта Морлија. Неки од овог мноштва бродова су били сигурно обични транспорти; зна се, наиме, да је Едвард са собом повео и целу послугу и покућство за његову краљицу, Филипу од Еноа, која је у том тренутку боравила у Брижу. Међутим, пошто се зна да је једна од краљичиних дружбеница погинула, изгледа да су сви бродови учествовали у бици.

## Ток битке
Едвард III се укотвио у Блакенбержу у поподневним часовима 23. јуна и послао тројицу штитоноша да дознају положај Француза. Барбавера је посаветовао своје савезнике да отплове тог дана на море, али је Беише, који је као констабл водио главну реч, одбио да напусти луку. Вероватно је желео да је окупира да би блокирао Едвардов пут ка Брижу. Распоред Француских јединица је био извршен по уобичајеној средњовековној стратегији поморског дефанзивног боја. Квиерет и Беушет су организовали своју флоту у три или четири реда, са бродовима међусобно везаним, и са пар највећих галија истуреним напред као испоставе. Наредног јутра, енглески краљ је наредио да се бродови тако изманевришу да иду у смеру дувања ветра и тако да им сунце буде за леђима. По извршеној заповести, енглеска флота је напала. Распоређени у две линије, Енглези су извршили напад тако да би прва лађа ударила фронтално, док би друга могла да се окрене ка боку непријатеља. Сама битка је била низ борби прса у прса на сопственим и туђим бродовима, како једне, тако и друге стране. У писму свом сину Едвард пише да је непријатељ пружио „часну (добру) борбу целог тог дана и наредну ноћ“. Краљ не помиње да су му његови фламански савезници пружили икакву помоћ, иако су били вољни, док француски извори кажу да су Фландријци ушли у битку тек током ноћи. Француски извори говоре и о томе да је енглеског краља ранио сам Беише, мада о овоме нема сигурних сведочења.

## Епилог
Битка се завршила потпуним поразом француских поморских снага. Киере је убијен, а речено је да је Беише обешен по Едвардовим наређењима. Барбавера је успео да са својим одредом бродова доспе на отворено море 25. јуна и тако се спасе. Са собом је повео и два освојена енглеска брода. Енглески хроничари тврде да је битка добијена са минималним губицима на енглеској страни, и преко тридесет хиљада мртвих на страни Француза и Ђеновљана. У ове цифре, као и у било које средњовековне бројчане процене, не треба полагати имало поверења. После битке краљ Едвард III је остао укотвљен током више дана; његова флота је претрпела тежак ударац.